# Alcázar v Madridu
Alcázar v Madridu španělsky Real Alcázar de Madrid je královský palác v Madridu, postavený na místě původní muslimské tvrze. Tvrz pochází z druhé poloviny devátého století, v dalších století byla rozšiřována, hlavně po roce 1560. Právě v té době se Madrid stal hlavním městem Španělska a pevnost byla přebudována na královský palác. Přestože se pevnost stala palácem, velká budova si zachovala svůj původní název Alcázar- pevnost.

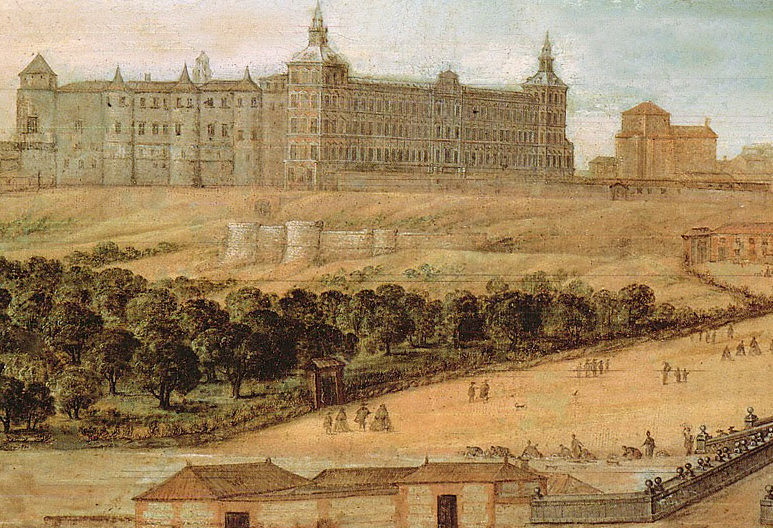
Obraz Real Alcázar de Madrid ze 17. století. Současnou jižní fasádu (vpravo) navrhl architekt Juan Gómez de Mora a ve finální fázi se objevuje roku 1636. Západní fasáda (vlevo) pochází z mnohem starší budovy, možná nejstaršího pozůstatku muslimského hradu, který byl základem pro pozdější rozšiřování.

## Historie
První rozšíření stavby provedl v roce 1537 španělský král Karel I., ( který vládl jako císař Svaté říše římské , Karel V. Habsburský). V roce 1636 španělský král Filip IV. pověřil architekta Juana Gómeze de Moru pracemi na exteriérech budovy. Palác se stal rezidencí španělské královské rodiny. Byl proslulý svými slavnými uměleckými poklady. V roce 1734, za vlády Filipa V. vypukl v paláci požár, který budovu téměř zničil. Bylo ztraceno mnoho uměleckých pokladů včetně více než 500 obrazů. Některá díla se podařilo zachránit, například Las Meninas od Diega Velázqueze.

### Přestavba

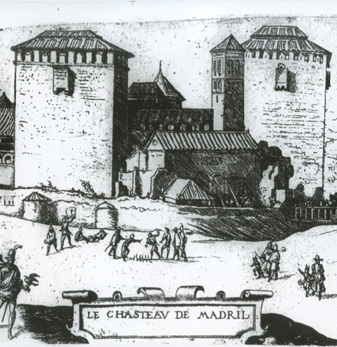
Cornelius Vermeyen, kresba starého Alcázaru. Obraz je datován asi kolem roku 1534, před rozšířením, které provedl Karel V. v roce 1537 - první důležitá práce na budově. Pravděpodobně jde o podobu původního muslimského hradu, jenž byl základem pro pozdější královský palác.

Existuje mnoho dokumentů dokládajících proměny exteriéru paláce mezi roky 1530 a 1734, a to i přesto, že mnohé texty, rytiny, plány, obrazy a modely byly zničeny v ohni. Ovšem odkazy na interiéry a historii budovy jsou vzácné. První kresbu Alcázaru vytvořil Cornelius Vermeyen v roce 1534, tři desetiletí předtím, než se Madrid stal hlavním městem Španělska. Na výkresu je hrad rozdělen do dvou hlavních částí, které mohou alespoň částečně odpovídat struktuře muslimské pevnosti, na jejíchž základech je palác postaven. Tato původní tvrz byla postavena arabským emírem Muhammadem I. (852-886), emírem Córdobského emirátu mezi lety 860 a 880. Budova byla ústředním jádrem islámské citadely Mayrit. Citadela zahrnovala nejen hrad, ale také mešitu a dům emíra. Poloha hradu měla velký strategický význam. Umožňovala kontrolu pohybu na řece Manzanares což bylo klíčové pro obranu Toleda před častými vpády křesťanů do Andalusie. Hrad byl pravděpodobně předchůdcem dalších vojenských staveb na stejném místě - nejprve jako pozorovací místo a později jako malá pevnost. Během času byl starý hrad rozšířen a původní architektura zůstala uvnitř stavby. To je patrné z rytin a obrazů ze sedmnáctého století, kdy na západní fasádě, která je obrácená k řece Manzanares, lze vidět polokruhovité věžičky - které neodpovídají celkovému stylu budovy. Z toho je usuzováno, že fasáda patřila k muslimskému hradu a byla začleněna do Alcázaru, s použitím původní pevnosti jako základny pro novou budovu.

### Královský palác dynastie Trastámarů

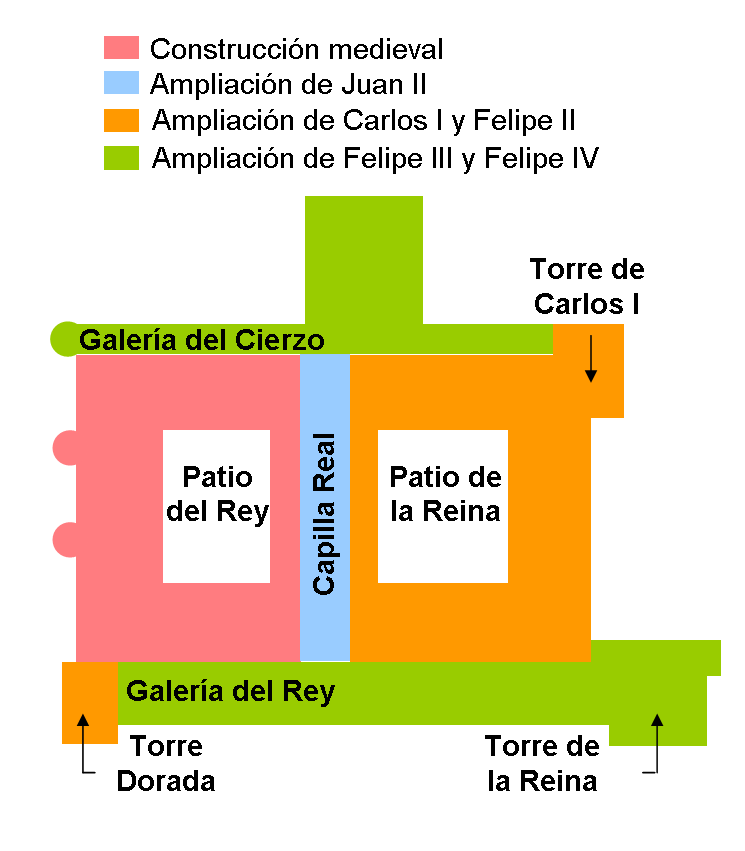
Historický vývoj Královského Alcázaru v Madridu.

Trastámarové byla královská dynastie v Kastilii (1368–1504) a Aragonii (1412–1516). Alcázar si zvolily za přechodné sídlo a do konce patnáctého století to byla jedna z hlavních pevností království Kastilie, a také sídlo královského soudu. V souladu s novou funkcí hrad začal užívat přídomek královský, což naznačuje jeho exkluzivní postavení v kastilské monarchii. Král Jindřich III. Kastilský (1379–1406) podnítil výstavbu rozmanitých věží, které změnily vzhled budovy, což hradu dodalo vzhled paláce. Jeho syn Jan II. Kastilský vybudoval Královskou kapli a přidal novou místnost známou jako Sala Rica pro její bohatou výzdobu. Tyto dva nové prvky spolu s východní fasádou zvýšily plochu starého hradu přibližně o 20 procent. Jindřich IV. Kastilský (1425-1474) byl jedním z kastilských králů, kteří většinu času strávili v Alcázaru. Žil tam dlouhou dobu a jedna z jeho dcer, Jana la Beltraneja, se zde 28. února 1462 narodila. Po jeho smrti nastaly spory o následnictví mezi Janou la Beltraneja a Isabelou Kastilskou, hrad byl v roce 1476 obklíčen a při obléhání utrpěl značné škody.

### Karel V.
Další vážné škody královský Alcázar utrpěl během kastilské války zvané Revolta Comuneros, španělsky Guerra de las Comunidades de Castilla, což bylo povstání obyvatel Kastilie proti vládě Karla V. císaře římského a jeho administrativě mezi roky 1520 a 1521. Císař se rozhodl budovu opravit a rozšířit a toto rozšíření je považováno za první důležitou stavební činnost v historii Alcázaru. Dalším důvodem bylo císařovo přání přeložit královské sídlo i soud do Madridu. Z tohoto pohledu lze chápat snahy Karla V. vybudovat v Madridu královské sídlo - prioritu moderního státu - nebo přinejmenším takové sídlo, na jaké byl zvyklý před příchodem do Kastilie. Místo toho, aby zničil nepohodlný a staromódní středověký hrad (rozhodnutí, které považoval za příliš radikální), se císař rozhodl použít hrad jako základ pro stavbu paláce. Nová stavba si ponechala název původní pevnosti, Royal Alcázar v Madridu, přestože dávno ztratila svou vojenskou funkci. Stavba byla zahájena v roce 1537 pod vedením architektů Luise de Vegy a Alonsa de Covarrubias, kteří zrekonstruovali staré budovy kolem královského nádvoří (Patio del Rey) ve středověkém hradě. Nejcennějším přínosem však byla výstavba nově navržených pokojů královny, rozložených kolem jejího dvora (Patio de la Reina). Tzv. Věž Karla V. byla postavena v jednom z koutů severních fasád. Věž nyní shlíží na zahrady navržené italským architektem Francescem Sabatinim (1722-1797). Tyto nové stavby téměř zdvojnásobily původní půdorys budovy. Projektu dominovaly nezaměnitelné renesančními rysy, hlavně na hlavním schodišti a na královském nádvoří, jež je zdobené klenbami a podepřené sloupky, které budovu prosvětlují. Rozšíření podporované Karlem V. bylo první důležitou prací provedenou v Alcázaru. Následovalo několik dalších rekonstrukcí, které byly prováděny téměř nepřetržitě až do zničení budovy v 18. století.

### Filip II.

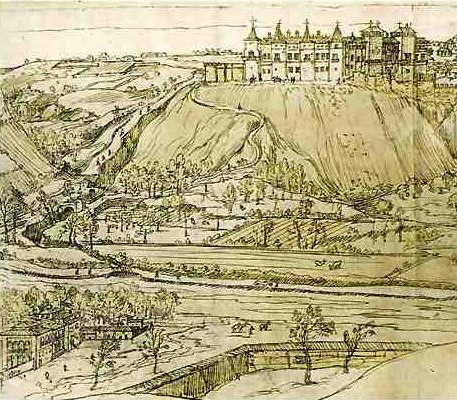
Antoon Van Den Wijngaerde, kresba z roku 1562, na které je vidět budova rok poté, co Filip II. zvolil Madrid jako sídlo svého dvora.

Filip II. Španělský už jako kníže měl velké porozumění pro stavby, které nechal vybudovat jeho otec, císař Karel V., a jako král v jeho práci pokračoval. Dokončil přeměnu hradu na palác, zejména po roce 1561, když se rozhodl přeložit dvůr trvale do Madridu. Nařídil rekonstrukci svých komnat a dalších místností a vynaložil zvláštní úsilí na jejich výzdobu. Povolal krejčí, sklenáře, tesaře, malíře, sochaře a další řemeslníky a umělce. Mnoho z těchto umělců pocházelo z Nizozemí, Itálie a Francie. Práce, které trvaly od roku 1561 do roku 1598, byly původně řízeny Gasparem de la Vegou. Pro Filipa II. byla nejdůležitějším dílem Alcázaru stavba Zlaté věže (la Torre Dorada), jejíž stavbu svěřil architektovi Juanu Bautistu de Toledo (1515-1568). Tato obrovská stavba dominovala jihozápadnímu okraji Alcázaru a byla korunována břidlicovou věží. Návrh věže připomínal rohové věže kláštera El Escorial, který se současně stavěl v Sierra de Guadarrama. Během panování Filipa II. byl Alcázar kompletně přestavěn na královský palác. Vnitřní část mezi dvěma původními věžemi jižní fasády měla slavnostní funkci, zatímco severní křídlo bylo využíváno jako obslužná oblast. Západní část byla vyhrazena pro královské pokoje. Části byly odděleny dvěma velkými nádvořími, v souladu s konstrukcí navrženou Alonsem de Covarrubias, za vlády Karla I. Toto uspořádání jednotlivých částí pro různé využití bylo udržováno až do požáru v roce 1734. Stavba královské zbrojnice, zbořená v roce 1894, byla také dílem Filipa II. Stála na místě, kde se dnes nachází krypta katedrály Almudena Cathedral a tvoří součást komplexu Royal Stables, který patří k Alcázaru.

### Filip II., Filip III, Filip IV. a Karel II.

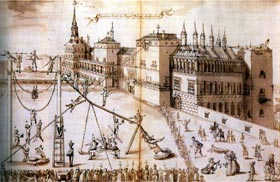
Anonymní kresba budovy, kolem roku 1596-1597, kdy práce, které začal Filip II. byla téměř dokončena. Na pravé straně je Zlatá věž v jihozápadním rohu Alcázaru, kterou postavil Juan Bautista z Toleda.

Navzdory úpravám Filipa II. měl ke konci jeho vlády královský palác Alcázar nesourodý vzhled. Jeho hlavní průčelí na jihu se středověkými prvky neodpovídalo provedeným změnám. Střet stylů byl velmi patrný mezi Zlatou věží a dvěma mohutnými věžemi původního muslimského hradu. Filip III., syn Filipa II. se rozhodl, že jižní fasáda bude jeho hlavním projektem. Práce svěřená architektovi Franciscovi de Mora zahrnovala spojení jižní fasády s architektonickými charakteristikami Zlaté věže. Architekt byl také odpovědný za přepracování královniných pokojů.

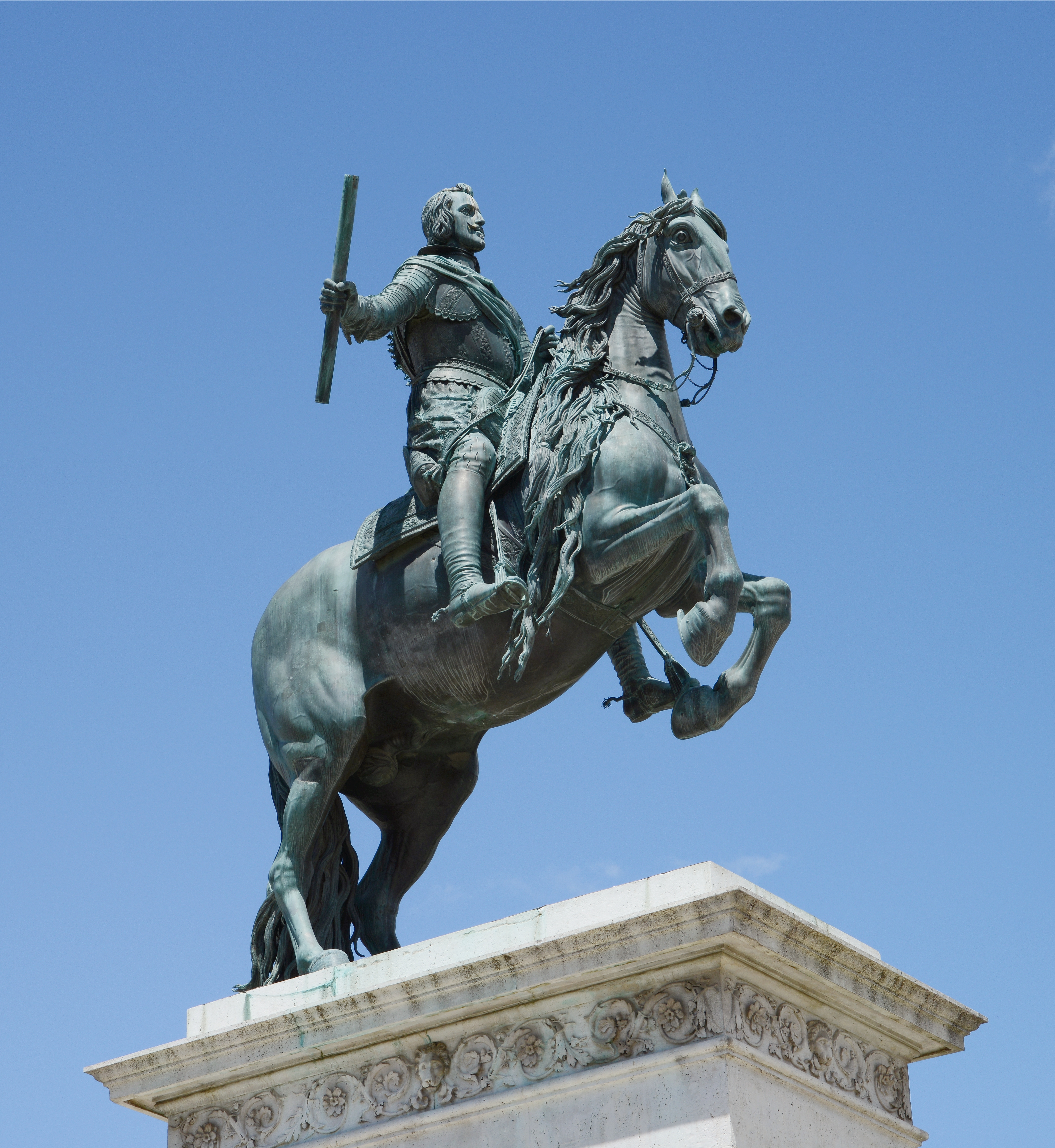
Jezdecká socha krále Filipa IV. od Pietra Taccy, umístěná na východním náměstí v blízkosti Alcázaru. Během jeho vlády byla dokončena jižní fasáda navržená Juanem Gómezem de Morem.

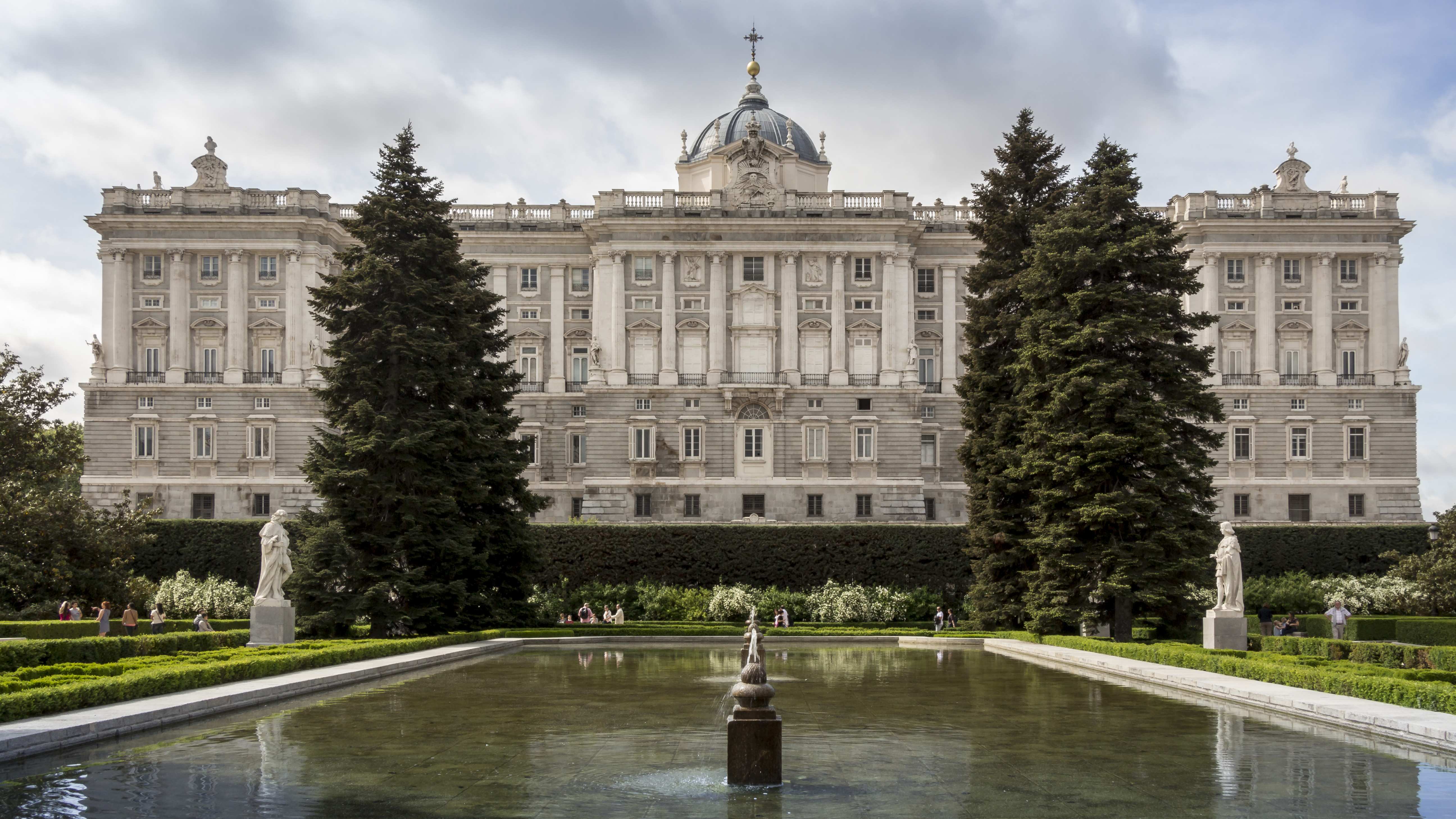
Královský palác v Madridu, postavený na místě zničeného Alcázaru. Jeho stavba začala v roce 1738, čtyři roky po požáru.

Práce na fasádě však nakonec dokončil jeho synovec Juan Gómez de Mora, který použil důležité inovace v návrhu svého strýce, a přizpůsobil návrh obvyklému stylu baroka té doby. Práce na novém designu byly započaty v roce 1610 a dokončeny za vlády Filipa IV. , v roce 1636. Průčelí přežilo až do požáru roku 1734 a také bylo dokončeno zastřešení exteriéru. Palác získal jas a rovnováhu díky řadě oken a sloupů ze dvou symetrických věží.Vedle výše zmíněného jižního průčelí byly dobudovány zbývající fasády, s výjimkou západních, které zůstaly součástí starého středověkého hradu. Filip IV. dal budově harmonický vzhled, a to i přes to, že v ní odmítl žít a nařídil výstavbu druhého paláce, Buen Retiro Palace, který dnes také již neexistuje. Na tomto místě je dnes park Parque del Buen Retiro, krátce park Retiro, jeden z největších parků Madridu. Projekt, který začal Filip III. a dokončil Filip IV. pokračoval i během panování Karla II. Španělského formou drobných změn a úprav. Královská věž, která se nachází na jihovýchodní straně, byla opatřena břidlicovou střechou v souladu se Zlatou věží na druhé straně postavené během vlády Filipa II. Na náměstí postaveném na úpatí jižní fasády vznikly různé prostory a galerie.

### Filip V.

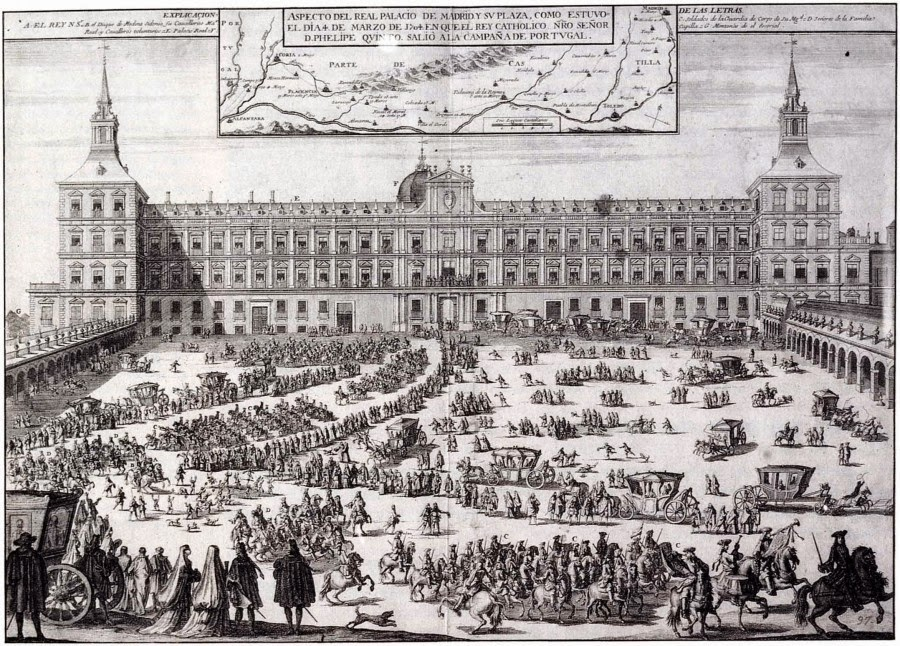
Kresba od Filippa Pallota, na které je hlavní fasáda Alcázaru vidět v roce 1704, třicet let předtím, než byla zničena požárem.

Filip V. byl korunován španělským králem 24. listopadu 1700 v ceremonii uskutečněném na jižním náměstí paláce - náměstí je nyní místem Armory Plaza. Královský palác Alcázar v Madridu, jež měla být Filipovým sídlem, byla v té době strohá budova. Filip V. vyrostl na francouzském dvoře, v paláci Versailles. Do Španělska přijel v roce 1700. Jeho vkusu Alcázar nevyhovoval a rozhodl se zaměřit jeho rekonstrukci především na interiér paláce. Hlavní místnosti byly rekonstruovány ve stylu francouzských paláců. Na práci dohlížela královna Marie Luisa Savojská, spolu s Marie Anne de La Trémoille, princesse des Ursins. Rekonstrukce interiéru Alcázaru byla zpočátku odpovědností architekta Teodora Ardemansa, kterého později nahradil René Carlier.

### Požár roku 1734
Dne 24. prosince 1734, když se dvůr přemístil do královského paláce El Pardo poblíž Madridu El Pardo, vypukl v královském paláci Alcázar v Madridu obrovský požár. Hořet pravděpodobně začalo v místnosti dvorního umělce Jeana Rance, oheň se rychle a nekontrolovatelně rozšířil. Hořelo čtyři dny a žár byl tak intenzivní, že některé stříbrné předměty byly roztaveny spolu s jinými kovovými předměty a drahými kameny, které musely být zlikvidovány. Podle markýze z Torrecillas Félixe de Salabert byl první poplach vyvolán asi 15 minut po půlnoci jednou ze stráží ve službě. Sváteční povaha dne znamenala, že varování bylo zpočátku ignorováno, protože lidé byli na cestě k noční modlitbě. První, kteří se pokusili o pomoc jednak při hašení požáru, jednak při pokusu o záchranu lidí a cenností, byli mniši z kongregace kláštera San Gil. Zpočátku byly dveře Alcázaru uzavřeny z obavy z rabování. To znamenalo, že lidé měli jen málo času na evakuaci. Byla zde obrovská snaha zachránit náboženské objekty v královské kapli, stejně jako peníze a klenoty patřící do majetku královské rodiny. Množství mincí byla hozeno z okna . Sbírka klenotů zahrnovala jednu z nejznámějších perel na světě: perlu La Peregrina. Její historie pokrývá téměř 500 let a prošla od afrického otroka, který ji našel na perlových ostrovech v Panamském zálivu, po evropské krále i královny. Perla patřila i herečce Elizabeth Taylorové. Další klenot byl diamant El Estanque. Záchrana několika obrazů ve druhém patře Alcázaru byla ukončena kvůli potížím způsobeným jejich velikostí a umístěním v různých výškách a v různých místnostech. Některé obrazy byly upevněny ke stěnám, takže velké množství těch, které byly v budově uloženy včetně La expulsión de los moriscos od Velázqueze, byly ztraceny. Jiné jako například Las Meninas (Dvorní dámy) od stejného malíře byli ušetřeny tím, že byli vyříznuty z rámů a vyhozeny z oken. Naštěstí byla část umělecké sbírky předtím přesunuta do paláce Buen Retiro, aby byla ochráněna během stavebních prací na paláci Alcázar, což je zachránilo před ničením. Po uhašení požáru z budovy zbyly sutiny. Zbývající zdi musely být zničeny kvůli rozsahu škody. V roce 1738, čtyři roky po požáru, Filip V. Španělský objednal výstavbu současného královského paláce v Madridu. Stavba trvala tři desetiletí. Nová budova byla poprvé použita v roce 1764 jako sídlo Karla III. Španělského.
Navzdory snahám o to, aby stavba byla harmoničtější, změny, rozšíření a rekonstrukce prováděné během staletí tohoto cíle nedosáhly. Francouzští a italští návštěvníci kritizovali nepravidelné fasády a považovali interiér budovy za labyrint. Mnoho soukromých pokojů bylo tmavých a nemělo žádná okna, která by poskytovala stín, což bylo velmi žádané v horkém madridském klimatu. Hlavní oblastí asymetrie byla západní fasáda, která byla na okraji údolí řeky Manzanares a byla nejméně viditelná z městské oblasti Madridu. Současně však byla to první, co návštěvníci přijíždějící do města od mostu Segovia, viděli. Právě tato fasáda prošla nejmenším počtem redesignů a v důsledku toho si budova zachovala nejvíce středověký charakter.

## Galerie

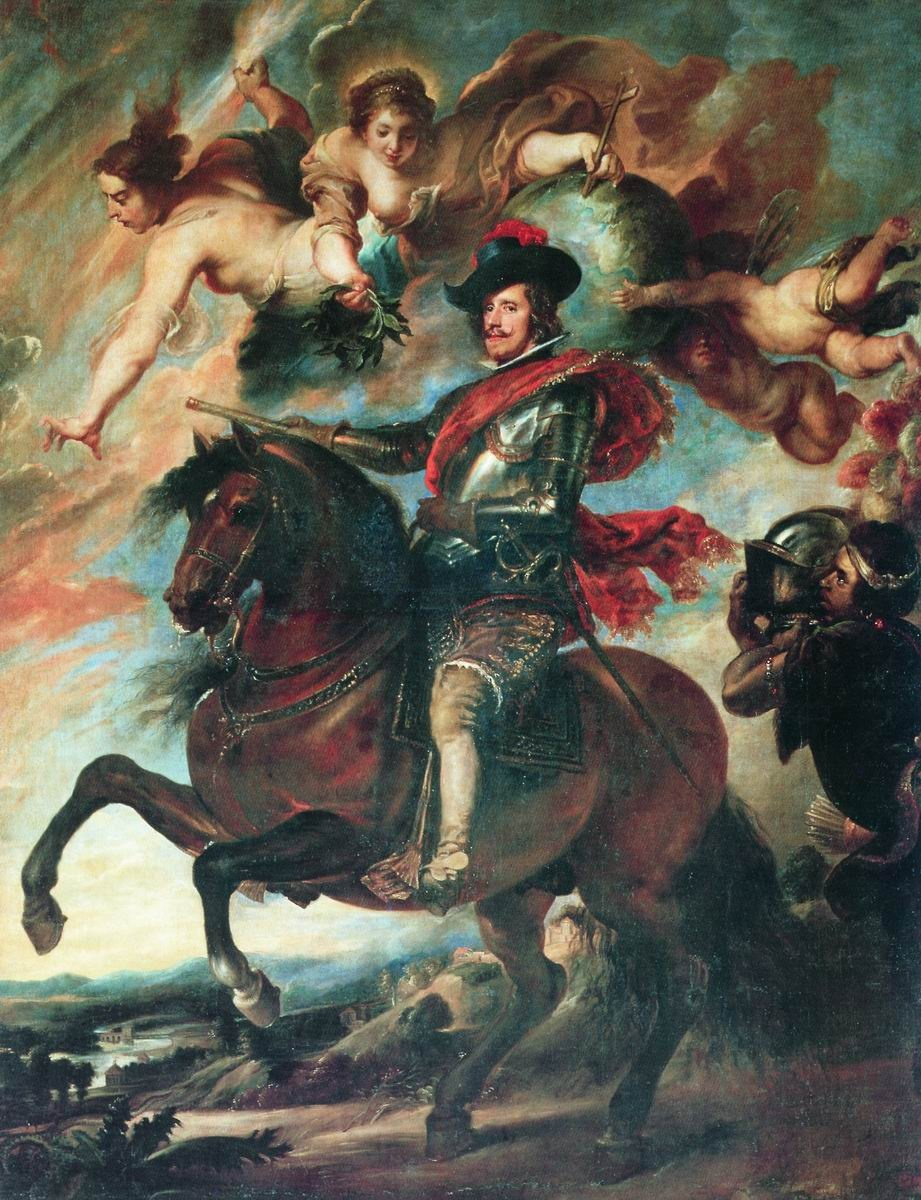
Velázquezova kopie Rubensova jezdeckého portrétu Filipa IV., nyní v galerii Uffizi

V královském paláci Alcázar byla obrovská umělecká sbírka. Odhaduje se, že v době požáru obsahovala přibližně 2 000 obrazů, jak originálů tak reprodukcí, z nichž asi 500 bylo ztraceno. Přibližně 1 000 obrazů, které byly zachráněny, bylo po události uloženo v několika budovách, mezi nimi v klášteře San Gil, v královské zbrojnici a domě arcibiskupa z Toleda a markýze z Bedmaru. Velká část umělecké sbírky se již během přestavby Alcázaru přesunula do paláce Buen Retiro, který je zachránil před požárem.
Jedno z hlavních ztracených děl byl obraz Diega Velázqueze La expulsión de los moriscos. Tento obraz vyhrál soutěž v roce 1627 (cenou bylo získání hodosti u dvora, což byl rozhodující krok pro Velásquezovu kariéru; mohl tak uskutečnit svou první cestu do Itálie). Velásquez byl rovněž autorem jezdeckého portrétu krále a tří ze čtyř obrazů z mytologické série (Apollón, Adonis a Venuše, a Psýché a Erós), z nichž byl zachráněn jen jeden, Merkur a Argos. Oheň zničil i několik děl Petera Paula Rubense. Mezi nimi byl jezdecký portrét Filipa IV. Španělského. Galerie Uffizi ve Florencii vlastní reprodukci Rubensova portrétu. Při požáru byl zničen další Rubensův obraz El rapto de las Sabinas a dvacet dalších uměleckých předmětů, které byly ozdobou místnosti Pieza Ochavada (Osmistěnný pokoj).
Mezi Tizianovými obrazy, které byly zničeny, byla série obrazů Jedenáct císařů, která byla uložena v Salónu Grande, místnosti dnes známé řadou reprodukcí a rytin od Aegidia Sadelera (1570–1629). Ztratily se také dvě ze čtyř sérií Furias, které se nacházely v Zrcadlové místnosti. Další dvě jsou nyní v Madridu v Museo del Prado. Podle inventáře byla zničena i díla mnoha dalších umělců: Tintoretto, Paolo Veronese, Jusepe de Ribera, Hieronymus Bosch, Alonso Sánchez Coello, Anthony van Dyck, El Greco, Annibale Carracci, Leonardo da Vinci , Guido Reni, Rafael, Jacopo Bassano, Correggio a dalších.

## Další vývoj
Vývoj v dějinách královského Alcázaru v Madridu zasáhl nejen samotnou budovu, ale i její okolí. Královská stáj včetně místností královské zbrojnice byla postavena na jih od Alcázaru. Na sever a na západ od Alcázaru leží Picadero náměstí a zahrady (Orchard) Prioress, které spojily palác s klášterem. Na východě byla postavena budova Casa del Tesoro, královská pokladna. Komplex budov byl určen hlavně pro královské kanceláře a nové kuchyně. Stavba začala v roce 1568 za panování Filipa II. a byla zpočátku navržena jako samostatná budova, ale postupem se stala součástí Alcázaru, takže byla umožněna přímá komunikaci mezi nimi.

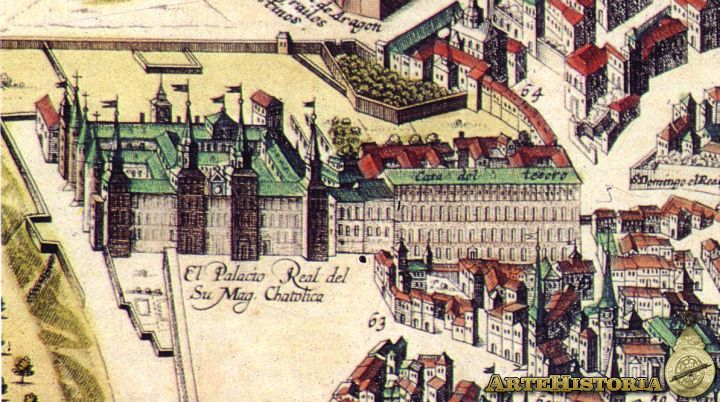
Detail z plánu Frederika de Wit (1635): Pokladnice. Vlevo je vidět cesta spojující kanceláře a palác Alcázar.

V sedmnáctém století byl postaven průchod, který spojil budovy královské pokladny s klášterem, král tedy mohl vcházet do kláštera přímo z paláce. Budova pokladny se stala místem pro královskou knihovnu, později pro Národní knihovnu pod patronací krále Filipa V. Komplex, který přežil požár z roku 1734, byl opraven Josephem Bonapartem. Měl v úmyslu vytvořit velké náměstí vedle východní fasády královského paláce. Zbytky stavby byly objeveny ve dvacátém století, v roce 1996, při rekonstrukci náměstí East Plaza. Navzdory jejich historickému významu byly pozůstatky zničeny.

### Královské stáje a královská zbrojnice

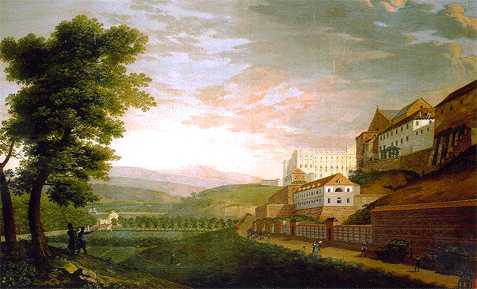
Pohled na část královského paláce z Cuesta de la Vega, od Fernona Brambila (1790-1832), zobrazující jižní fasádu Královského paláce v pravém horním rohu a uprostřed komplex královských stájí. Stáje se odlišují od ostatních budov díky bílým fasádám. Sbírka Ministerstva hospodářství a financí

V roce 1553 se král Filip II. rozhodl postavit v blízkosti paláce komplex budov pro královské stáje a královskou zbrojnici. Komplex byl vybudován na místě dnešní krypty katedrály Almudena. Projekt, který řídil stavitel Gaspar de Vega, trval od roku 1556 do roku 1564, později proběhly úpravy. Budova byla obdélníková s dlouhou centrální plochou, rozdělená na dvě části 37 sloupy, které nesly klenutou střechu. Žlaby byly po obou stranách chodby. Královské stáje měly tři hlavní fasády: hlavní fasádu s obloukem z granitu, s výhledem na královský palác, další na straně centrální chodby a poslední na palácovém náměstí směrem na jih. Tato poslední strana byla zvána Klenba zbrojnice. V roce 1563 král nařídil zřídit zbrojnici, což znamenalo změnu původního návrhu. Dosud byla zbrojnice umístěna ve městě Valladolidu. V roce 1567 byly přidány šikmé břidlicové střechy a komplex měl nakonec tři patra. Budova byla zbořena v roce 1894, aby udělala místo pro výstavbu novorománské krypty katedrály Almudena.

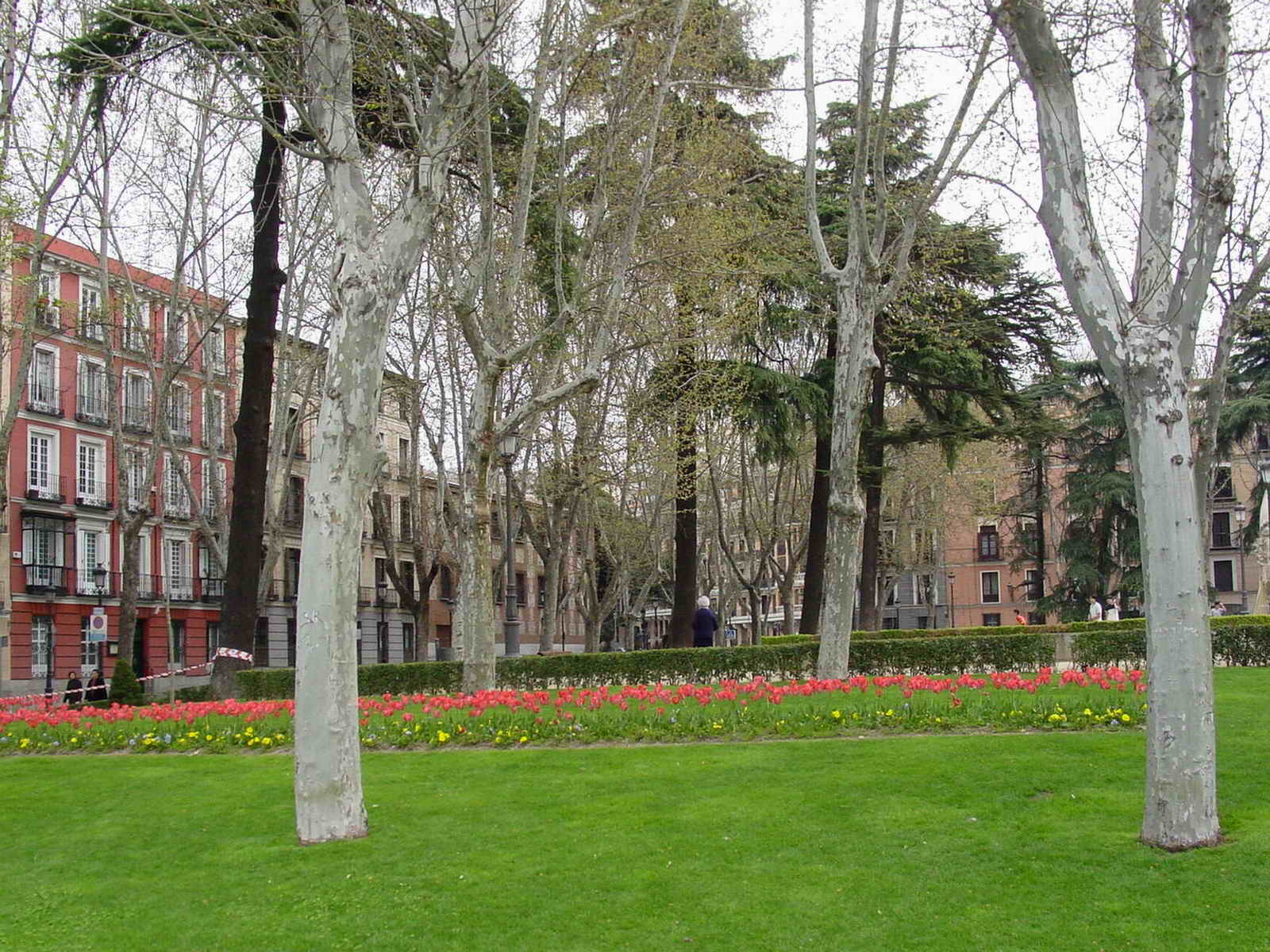
Zahrady Cabo Noval (dříve Převorčiny zahrady) na východním náměstí. Menší budova ve středu fotografie je Královský klášter Vtělení. Převorčiny zahrady byly zničeny počátkem devatenáctého století.

### Zahrady
Zámecké zahrady vznikly na severu a západě paláce Alcázar počátkem 17. století při založení Královského kláštera Vtělení v roce 1611.
Zahrady byly řízeny klášterem. Na jejich místě se nyní nacházejí zahrady Cabo Noval. V letech 1809 a 1810 nařídil král Josef I. Bonaparte (Joseph-Napoléon Bonaparte, 1768-1844) zrušení zahrad a demolici okolních budov. Jeho cílem bylo vytvořit monumentální náměstí na východ od Královského paláce, ale tento projekt se uskutečnil až v době panování Isabely II., kdy byla dokončena i dostavba východního náměstí.